# Петер Вольфф
Пе́тер Вольфф (нім. Peter Wolff; 10 травня 1946) — ліхтенштейнський політик, член партії Патріотичний союз.
Петер Вольфф із 1982 по 1986 рік вперше представляв свою партію у парламенті князівства, був заступником члена Ландтагу. У 1997 році Вольф був знову обраний до парламенту, але цього разу як депутат; цю посаду він обіймав до 2005 року. У цей період він був спікером (з 1997 по 2000 рік) та віце-спікером парламенту (з 2001 по 2005 рік).
Як депутат, з 2001 по 2005 роки, Вольф був членом парламентської комісії по Боденському озеру, заступником члена делегації Ліхтенштейну в Міжпарламентського союзі. У 2003—2005 роках Петер Вольф був також членом Комітету із закордонних справ та комісії ЄЕП.
Одружений, має двох дітей.